# 放送大學學園
放送大学学園（日语：ほうそうだいがくがくえん）是設立日本放送大學的「特別學校法人」。2002年日本《放送大学学園法》修正條文施行時，依該法第3條成為「特別學校法人」。廣播電台呼號為JOUD-FM，電視台呼號為JOUD-DTV。

## 外部連結
- 放送大學學園（法人）的信息 （页面存档备份，存于）